# 世界SL紀行 (食玩)
世界SL紀行（英: World SL account of the trip）は、フルタ製菓が発売した玩具付きキャンデーの菓子（玩具菓子）である。

## 概要
- 2004年1月にフルタ製菓が発売した「チョコエッグ SL&ブルトレ」[1]が人気を博したことから企画され[2]、より大きな縮尺で、1900年代初頭に活躍した蒸気機関車7台が選ばれた[2]。
- 東日本では2004年8月30日に発売され、西日本では同年10月25日を予定していたが[3]、11月22日に延期になって発売された[4]。
- 機関車は全長11cm[注 1]に統一するため縮尺は不揃いであるが、軌間は全て7mmである。
- 資料不足からかクラス18は、原型にあたるカレドニア鉄道721形「ドゥナラステー」（英語版）になっている[注 2]ほか、異様な点が多く見られる[注 3]。

## 内容
- 彩色済フィギュア

- 車両スペックカード

付属のフィギュアについての解説。裏面はラインナップ。
- 組み立て説明書
- キャンデー2個

## 車両
1. クラス18 4-4-0（縮尺:約1/130）
2. シリーズ310 2-6-4（縮尺:約1/180）
3. クラスA1「フライング・スコットマン」4-6-2（縮尺:約1/190）
4. 満鉄パシナ「あじあ号」4-6-2（縮尺:約1/200）
5. クラスAb 4-6-2（縮尺:約1/130）
6. クラス03 4-6-2（縮尺:約1/200）
7. 「マラード号」4-6-2（縮尺:約1/190）